# Phlebotomus sikandraensis
Phlebotomus sikandraensis är en tvåvingeart som beskrevs av Singh och Ipe 2005. Phlebotomus sikandraensis ingår i släktet Phlebotomus och familjen fjärilsmyggor. Inga underarter finns listade i Catalogue of Life.